# Австралорп

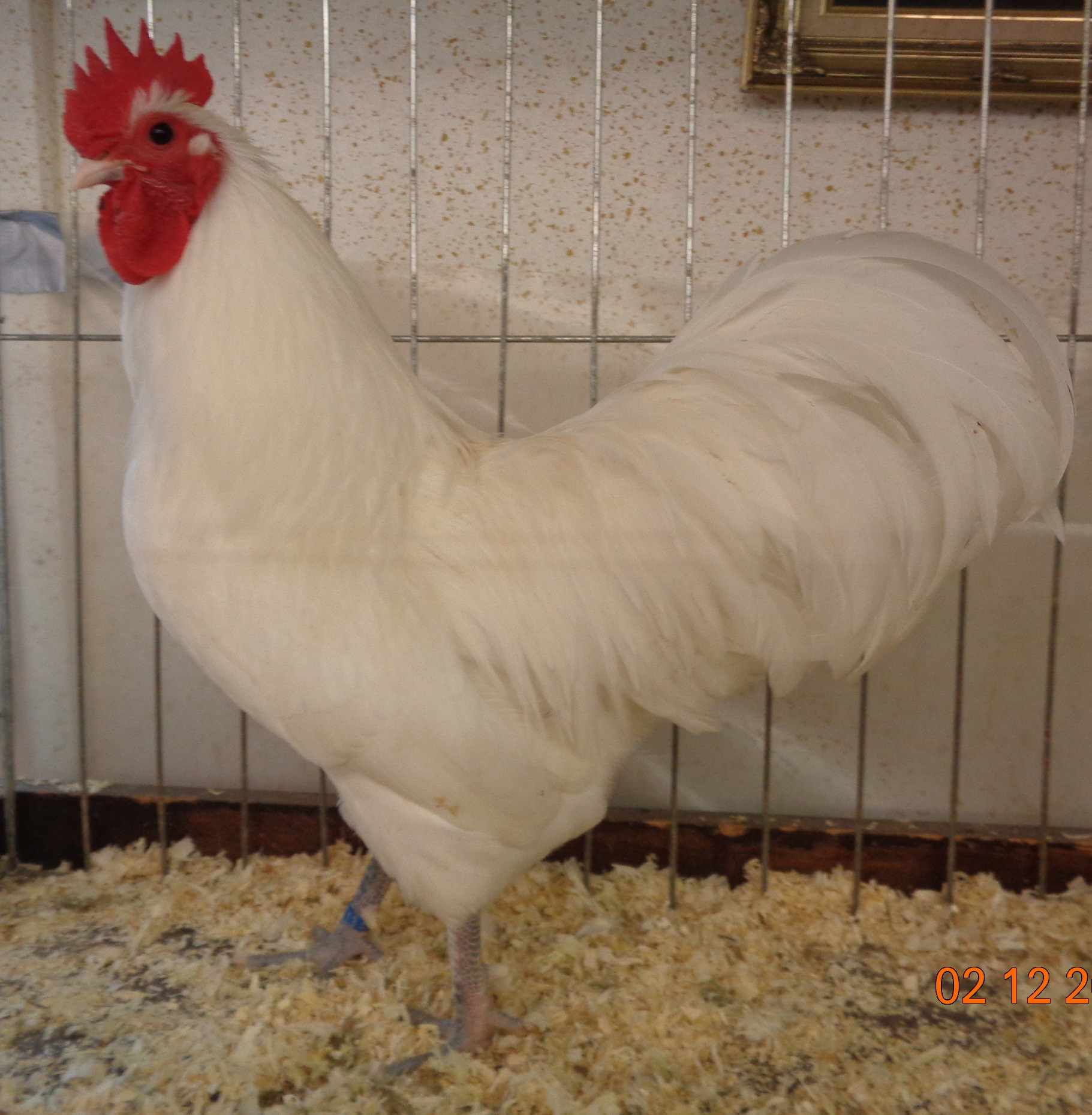

Австрало́рп (англ. Australorp) — мясо-яичная порода кур. Наиболее известны чёрные австралорпы. Выведена в Австралии на основе английских чёрных орпингтонов.

## История
Порода выведена в 1920 году скрещиванием чёрных орпингтонов с кроад-лангшанами. В 1920-х годах порода ввезена в США, где разводилась независимо по двум направлениям — мясному и яичному, в каждом из них достигнуты очень хорошие результаты. Стандарт США утверждён в 1929 году.

## Экстерьер
Массивная курица с горизонтальным поставом туловища. Линия спины изогнутая, одинаковой ширины в плечах и пояснице. Грудь выпуклая, хорошо закруглённая. Задняя часть туловища хорошо развита. Голени мало заметны, цевки средней длины, тёмно-серые. Крылья средней величины, горизонтальные, прижатые. Хвост поставлен на среднем уровне, у петуха богато украшен серповидными перьями. Гребень листовидный с 5-6 зубцами, в задней части следует линии затылка. Серёжки округлые, ушные мочки среднего размера, глаза тёмно-коричневые. Лицо красное, гладкое, без перьев. Клюв короткий, слегка изогнутый. Кожа белая.
Оперение густое, плотное, очень блестящее. Стандартные окрасы чёрный, белый и голубой. В Южной Африке выведен золотистый окрас.

## Продуктивность
Живая масса петухов 3—3,5 кг, кур 2—2,6 кг. Одна из самых яйценоских пород: до 260 яиц в год. Австралорпу принадлежит мировой рекорд по яйценоскости — 364 яйца за год. Масса яйца 55—62 г; скорлупа коричневая.

## Распространение
Порода распространена главным образом в Австралии и США. В Россию завезена в 1946 году из США. Используется в скрещиваниях для получения гибридных несушек с высокой яйценоскостью.

## Карликовый австралорп
Карликовая форма чёрного окраса выведена в 1950 году в Германии. В 1973 выведена белая разновидность, в 1986 г. голубой окаймлённый окрас. Использовались скрещивания с карликовыми формами пород виандот, барневельдер и лангшан. Масса петухов 0,95 кг, куриц 0,8 кг. Отличается выдающимися откормочными показателями, скороспелостью и исключительной для карликовых пород массой яйца 45 г.